# Ernst-Agnes-Turm
Der Ernst-Agnes-Turm ist ein 1893 fertiggestellter 30 Meter hoher Aussichtsturm in
Stahlfachwerkbauweise auf dem Pfefferberg im ostthüringischen Schmölln.

## Lage
Der Ernst-Agnes-Turm befindet sich etwa einen Kilometer westlich vom Bahnhof Schmölln, an der Hangkante über dem nördlichen, orographisch linken Ufer der Sprotte. Am Flussufer verläuft unterhalb des Turms die Bundesstraße 7. Der Aussichtsturm ist auch ein Etappenziel des Fernwanderweges Thüringenweg von Altenburg nach Creuzburg.

## Konstruktion
Neben seiner stadtgeschichtlichen Bedeutung ist der denkmalgeschützte Turm auch ein Zeugnis der Entwicklung der Stahlbautechnik. Er gilt heute als Technisches Denkmal und besitzt zwei Aussichtsplattformen in 18 und in 30 Metern Höhe. Bis zur zweiten Plattform führen 172 Stufen.

## Geschichte

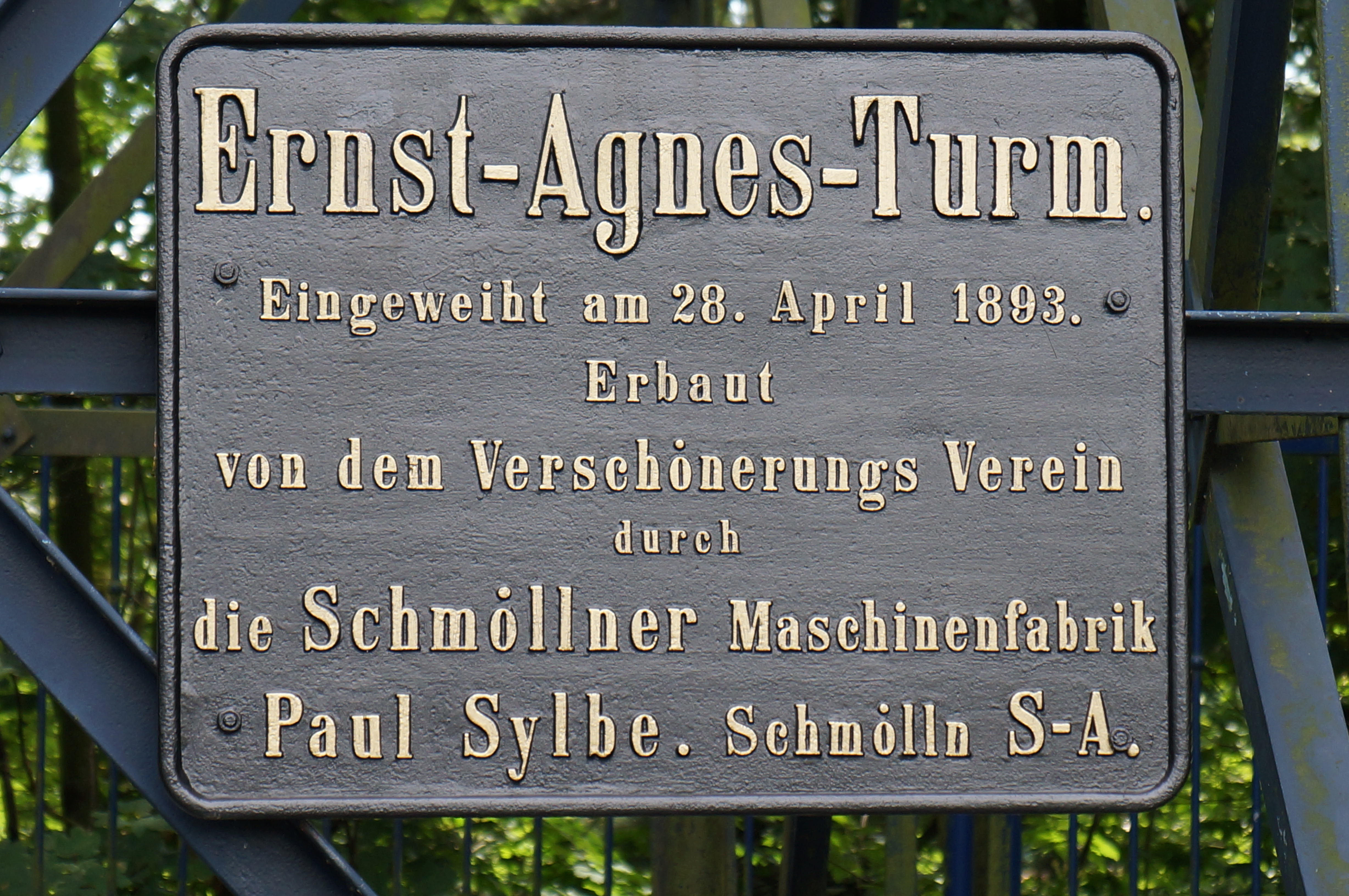
Einweihungstafel

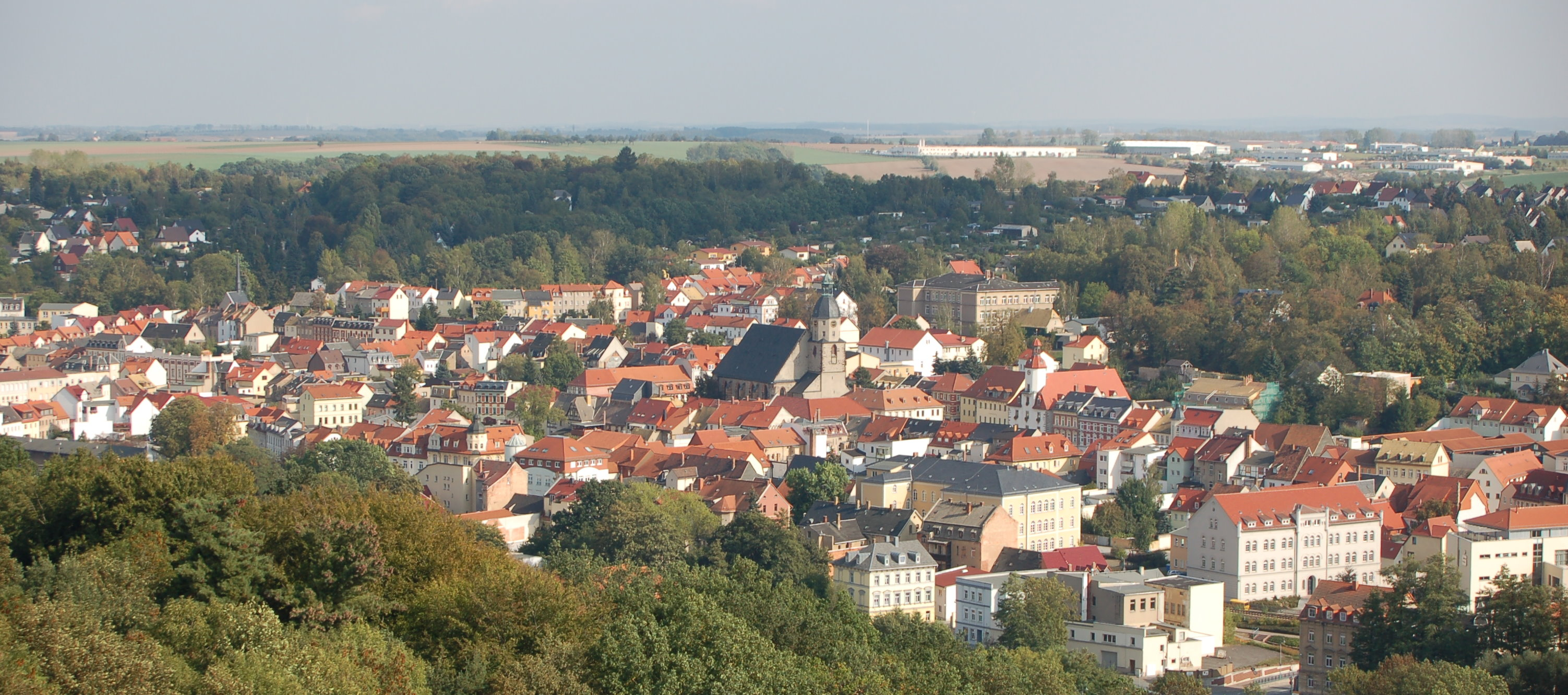
Blick über Schmölln vom Ernst-Agnes-Turm

Der Aussichtsturm wurde von der Schmöllner Maschinenfabrik Paul Sylbe im Auftrag des Schmöllner Verschönerungsvereins für 6.000 Goldmark nach dem Vorbild des Pariser Eiffelturms erbaut. Er wurde am 28. April 1893, anlässlich des vierzigsten Hochzeitstages des Sachsen-Altenburger Herzogspaares Ernst I. und Agnes von Anhalt-Dessau, eingeweiht und der Öffentlichkeit übergeben.
In den Jahren 1961 bis 1963 wurden Rekonstruktionsarbeiten von der Firma Schellenberg und der Kunstschlosserei Gebrüder Piehler aus Schmölln durchgeführt. Von 1963 bis 1993 wurde der Turm von der ehemaligen Deutschen Post als Fernsehumsetzer mitgenutzt. Bereits 1992 wurden funktechnische Anlagen abgebaut. Bis zur Wiedereröffnung zu seiner 100-jährigen Einweihung am 28. April 1993 wurde der Turm saniert und das angrenzende Areal umgestaltet. An diesem Tag wurde er vom damaligen Schmöllner Bürgermeister Herbert Köhler an den Verschönerungsverein Schmölln e.V. übergeben.